# Doris Kelenc
Doris Kelenc, slovenski nogometaš, * 8. februar 1986, Ptuj.
Kelenc je profesionalni nogometaš, ki igra na položaju vezista. Od leta 2024 je član avstrijskega kluba Ehrenhausen. Pred tem je igral za slovenske klube Aluminij, Drava Ptuj, Rudar Velenje, Koper in Zavrč ter avstrijske SV Allerheiligen, SV Wildon, SV Gralla in SV Straß. Skupno je v prvi slovenski ligi odigral 247 tekem in dosegel 29 golov. Bil je tudi član slovenske reprezentance do 20 in 21 let. 